# La cueva de Salamanca
La cueva de Salamanca es un entremés escrito por Miguel de Cervantes, publicado originalmente en 1615 en una colección que se llama Ocho comedias y ocho entremeses nuevos, nunca representados (García Valdés). 

## Resumen del argumento
A el argumento de sobre esta obra se basa en la historia de la famosa cueva de Salamanca, enclave legendario en el que, según la tradición del burro imaginario popular de Castilla, impartía clase el Diablo. Muchos escritores españoles, principalmente en el Renacimiento y el Barroco, trataron el tema, pero la obra que más fama obtuvo fue el entremés La cueva de Salamanca, de Miguel de Cervantes (García Valdés). El hombre de la casa, Pancracio, se dispone a hacer un viaje de cuatro días, y su esposa, Leonarda, aparenta estar muy triste por la ausencia del esposo. En realidad, espera entusiasmada el viaje de Pancracio, porque durante su ausencia, tendrá ocasión de rodearse de invitados en su propia casa. Aun así, poco después de la salida de su esposo, un desconocido aparece en la puerta, pidiendo un lugar para quedarse por la noche. Leonarda y su criada deciden permitir al viajero dormir en el pajar de la casa. El viajero dice que es un estudiante de Salamanca y describe las dificultades que ha tenido recientemente. Cuando los dos invitados (Reponces y El barbero) llegan a la casa, no están contentos porque les molesta la presencia del estudiante. Las mujeres lo defienden y todos se ponen a preparar la comida y a divertirse. 
Es evidente que los dos hombres ya tienen una relación con las mujeres de la casa desde hace un tiempo. Pancracio, sin embargo, regresa temprano debido a unos problemas de transporte. Cuando encuentra la puerta trancada empieza a gritar y se desespera al esperar. Corre el pánico por la casa al darse cuenta de que ha llegado Pancracio. Después de su entrada en la casa, Pancracio descubre primero al estudiante, quien se pone a gritar después de que la paja se le caiga encima. Pancracio se enfurece al saber que hay otro hombre en casa, pero el ingenio y los cuentos del estudiante sobre la cueva de Salamanca salvan a todos. Aprovechando de las creencias sobrenaturales de Pancracio, el estudiante le convence de que los otros dos hombres, quienes salen con comida y bebida, son demonios. Termina el entremés con comida, música y baile.

## Personajes
1. Pancracio: El esposo de Leonarda, que es ignorante del engaño de su esposa. La facilidad con que él acepta ideas nuevas no es un testimonio de su estupidez sino más bien  resultado de su curiosidad por las cosas nuevas (Ezquerro 49). La obra completa es expresión del poder de la ilusión (Ezquerro 46).
2. Leonarda: La esposa de Pancracio. Parece una esposa devota que está muy triste cada vez su esposo se tiene que ir de casa, pero, en realidad le gusta gusta usar el tiempo que su esposo pasa fuera para tener fiestas e invitar a otros hombres a la casa.
3. Cristina: la criada de Leonarda y su cómplice en el crimen.
4. Carraolano: Un estudiante de Salamanca y el visitante inesperado que llega a la casa de Pancracio y Leonarda poco después de la salida de Pancracio. El estudiante es muy ingenioso y tiene gran habilidad con el lenguaje. Sabe Latín, conjuros, y es un maestro de lenguaje doble (Ezquerro 48). Es notable que antes de que la noche acabe, el estudiante se transforma de un desconocido en un amigo a la familia —completa con comida en el estómago y un lugar para dormir—. La razón de que el estudiante estuviera en tan mala condición al comienzo del entremés es porque estaba viajando con su tío a Roma cuando este se murió durante el viaje. Después de la muerte del tío, el estudiante se encontró sin recursos en el medio de Francia. Él solo quiere regresar a su isla. También, es notable que el estudiante es el personaje que es el inspiración del título de la obra. La cueva de Salamanca es la ubicación presunta donde él recibió su conocimiento poco mundano.
5. Reponce: un sacristán. Aunque es un funcionario de la iglesia, también es el amante de Leonarda. Su personaje es interpretado frecuentemente como un símbolo de anticlericalismo(Ezquerro 47).
6. El barbero': Otro de los hombres invitados por Leonarda a la casa.
7. Leoniso: El compañero de viaje de Pancracio. Tiene un nombre similar al nombre de la esposa de Pancracio.

## Temas importantes
1. Decepción
2. Conexión entre adultería y la brujería
3. Metateatro

## Perspectivas sobre la obra
El novohispano, Juan Ruiz de Alarcón, quien estudió y residió algún tiempo en Salamanca, se inspira en el entremés cervantino para su obra. Alarcón fue muy aficionado a las ciencias ocultas y logró reunir una biblioteca muy amplia sobre estas cuestiones. En su obra, Enrico, su personaje principal, es claramente una alusión al sabio novohispano Enrico Martínez. En su comedia se hace notar la inclinación que el escritor siempre sintió por la magia y las ciencias ocultas —lo prueba su biblioteca, analizada por Margarita Peña—,(Arellano 466). Al saber que era un tema de difícil de abordar, y para ajustar al código moralizante de su tiempo, Alarcón niega que la cueva de Salamanca sea un antro de poderes malignos, ni que la magia sea una ciencia lícita. Incluso contiene una discusión, llevada en tono escolástico, sobre las artes ilícitas.(Martínez Blasco 14)(Arellano 467). Puede ser que La cueva de Salamanca haya sido concebida como un juego de retórica visual destino a entrenar al espectador para la agilidad visual de la actividad escénica (Josa 60) en opinión de críticos como Agustín Millares Carlo y Willard F. King, es «comedia de magia con tesis morales, entretenimiento puro, casi farsa». No tiene un conflicto fijo, al contrario, el autor divaga durante todo el planteamiento de la obra. Los estudiosos han coincidido en juzgar a esta comedia como vacía, cuyos principales valores escénicos residen en la parafernalia detrás de una anécdota simple (Fernández 161).